# 微蒴藓科
微蒴藓科（学名：Microtheciellaceae）为灰藓目的一个科。

## 下级分类
本科包括以下属：
- 微蒴藓属 Microtheciella Dixon
  - Microtheciella kerrii Dixon, 1931